# Katja Schneider (Tanzwissenschaftlerin)
Katja Schneider (* 1963 in München) ist eine deutsche Tanz- und Theaterwissenschaftlerin.

## Leben und Wirken
Katja Schneider schloss ihre 1968 begonnene Ausbildung im klassischen und modernen Tanz 1985 als Pädagogin für klassischen Tanz nach dem System der Royal Academy of Dance (RAD) ab und ergänzte sie später durch eine Ausbildung zur Pädagogin für Zeitgenössischen Tanz für Kinder und Jugendliche. Ab 1983 studierte sie Neuere Deutsche Literatur, Theaterwissenschaft und Philosophie an der Ludwig-Maximilians-Universität München (Magisterexamen 1990). 1996 wurde sie dort mit einer Arbeit über Johann Christian Krügers Dramen promoviert. 2013 folgte ihre Habilitation.
Von 2004 bis 2011 war Schneider Lehrbeauftragte, von 2011 bis 2019 Wissenschaftliche Mitarbeiterin am Institut für Theaterwissenschaft der LMU, unterbrochen 2015 bis 2016 von zwei Vertretungsprofessuren. Sie hat zudem externe Lehraufträge wahrgenommen, unter anderem an der New School for Performing Arts, Bytom, Polen, an der Paris-Lodron-Universität, Salzburg, am Institut für Sportwissenschaft der Universität Bern, an der Palucca Hochschule für Tanz Dresden und an der Zürcher Hochschule der Künste. Außerdem hat sie die Konzeption und Organisation zahlreicher Symposien übernommen sowie neben den Monographien eine Vielzahl von fachlichen Aufsätzen publiziert. Seit dem SS 2019 ist sie als Professorin für Tanztheorie (seit 2022 für Tanzwissenschaft) an der Hochschule für Musik und Darstellende Kunst Frankfurt am Main tätig.

## Veröffentlichungen
als Autorin (Monographien)
- »Vielleicht, daß wir also die Menschen fühlen lehren«. Johann Christian Krügers Dramen und die Konzeption des Individuums um die Mitte des 18. Jahrhunderts. Peter Lang, Frankfurt am Main u. a. 1996 (Europ. Hochschulschriften; Serie 1; 1577), ISBN 978-3-631-49962-7.
- Judith Turos. Erste Bayerische Kammertänzerin / First Bavarian Chamber Dancer. [Konzeption: Judith Turos; Texte: Katja Schneider]. Arcis Verlag, München 1999, ISBN 978-3-89075-134-4.
- (mit Klaus Kieser) Reclams Ballettführer. 13., völlig neu bearb. Aufl., Reclam, Stuttgart 2002; 14., durchges. u. überarb. Aufl., 2006; 15., erw. u. aktualis. Aufl., 2009; 16., durchges. und aktualis. Aufl., 2015, ISBN 978-3-15-011030-0.
- Alle Kinder tanzen gern. Wie Tanzen Kinder fördert und erfüllt. Beust, Wiesbaden 2004; Beltz, Weinheim und Basel 2006, ISBN 978-3-407-85843-6.
- Tanz und Text. Zu Figurationen von Sprache und Bewegung. K. Kieser Verlag, München 2016, ISBN 978-3-935456-31-9.

als Herausgeberin
- (mit Frieder Reininghaus) Experimentelles Musik- und Tanztheater. Laaber Verlag, Laaber 2004. (Handbuch der Musik im 20. Jahrhundert; Bd. 7), ISBN 3-89007-427-8.
- Leanore Ickstadt: Dancing Heads. Ein Hand- und Fußbuch für kreativen und zeitgenössischen Tanz mit Kindern und jungen Leuten von 4 bis 18 Jahren. Aus dem Amerikan. übers. von Heinz Ickstadt. Tanz und Schule e.V., München 2007, ISBN 978-3-9811733-0-7.
- Wann beginnt die Choreographie. Einblicke in den Alltag von Tanz und Schule. Tanz und Schule e.V., München 2010, ISBN 978-3-9811733-1-4.
- (mit Thomas Betz) Schreiben mit Körpern. Der Choreograph Raimund Hoghe.  K. Kieser Verlag, München 2012, ISBN 978-3-935456-28-9.
- (mit Gabriele Brandstetter) Sacre 1913/2013. Tanz, Opfer, Kultur. Rombach, Freiburg im Breisgau/Berlin/Wien 2017. (Reihe Scenae), ISBN 978-3-7930-9859-1.
- (mit Burcu Dogramaci) »Clear the Air«. Künstlermanifeste seit den 1960er Jahren. Interdisziplinäre Positionen. transcript Verlag, Bielefeld 2017, ISBN 978-3-8376-3640-6.
- Das Rauschen unter der Choreographie. Überlegungen zu „Stil“. Narr, Tübingen 2019 (Reihe Forum Modernes Theater), ISBN 978-3-8233-8233-1.